# Peignage

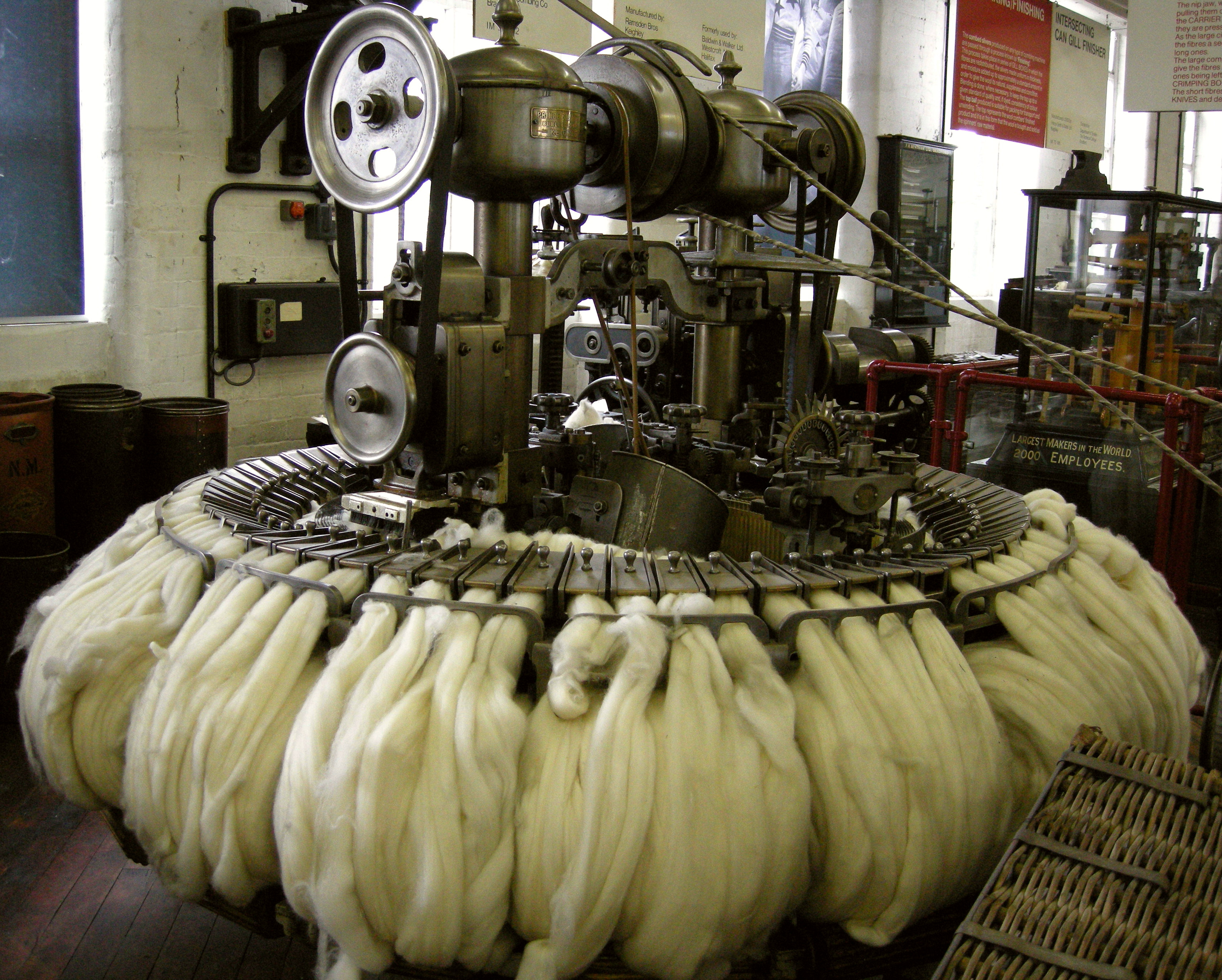
Peigneuse circulaire au musée industriel de Bradford.

Le peignage est une activité consistant à débarrasser des paquets de fibres textiles parallèles de toutes sortes d'impuretés, afin d'améliorer l'opération de filatures si cela s'avère nécessaire. Ces impuretés consistent en fibres trop courtes, en déchets non fibreux tels que restes de matières végétales ayant échappé à l'opération de cardage, fibres enroulées sur elles-mêmes sous forme de « boutons » inextricables.
En filature, l'opération de peignage - à ne pas confondre avec l'opération de cardage - n'est pas obligatoire. Elle est réservée à la production de fils de qualité supérieure. De nombreux fils sont produits à partir de fibres non peignées. C'est le cas de tous les fils produits selon le processus de filature dite « cardée » ou « semi-peignée », cette dernière ne comportant en fait aucune opération de peignage, juste une meilleure parallélisation des fibres que dans le système « cardé ». Le but du peignage est d'améliorer l'opération de filature au niveau de la performance des machines et au niveau de la régularité et propreté des fils produits. L'opération de peignage permet de s'approcher de la limite de fiabilité des fibres, qui est de l'ordre de 40 fibres à la section.

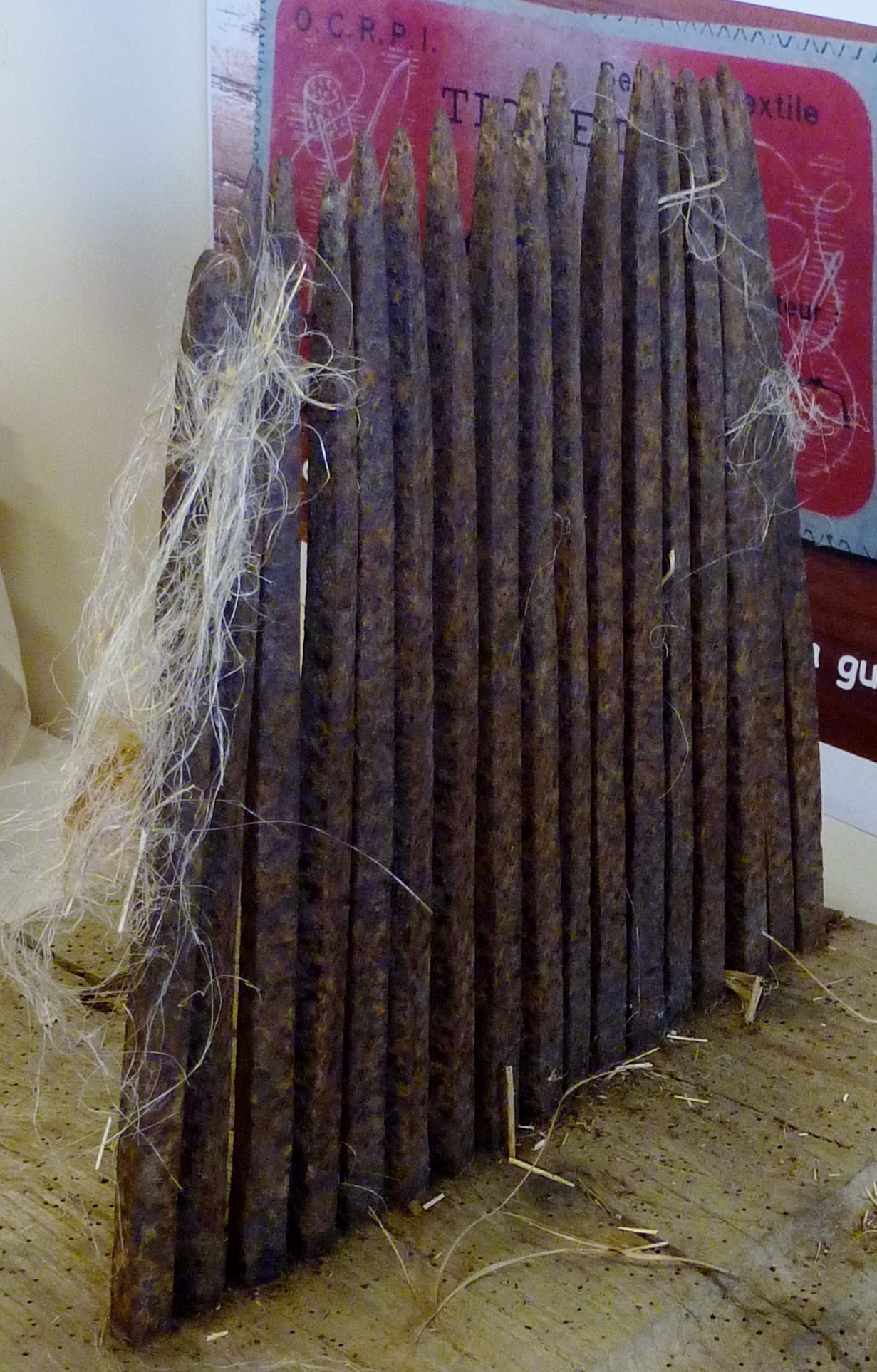
Peigne à égrener le lin (exposé au moulin de Trouguer en Cléden-Cap-Sizun).

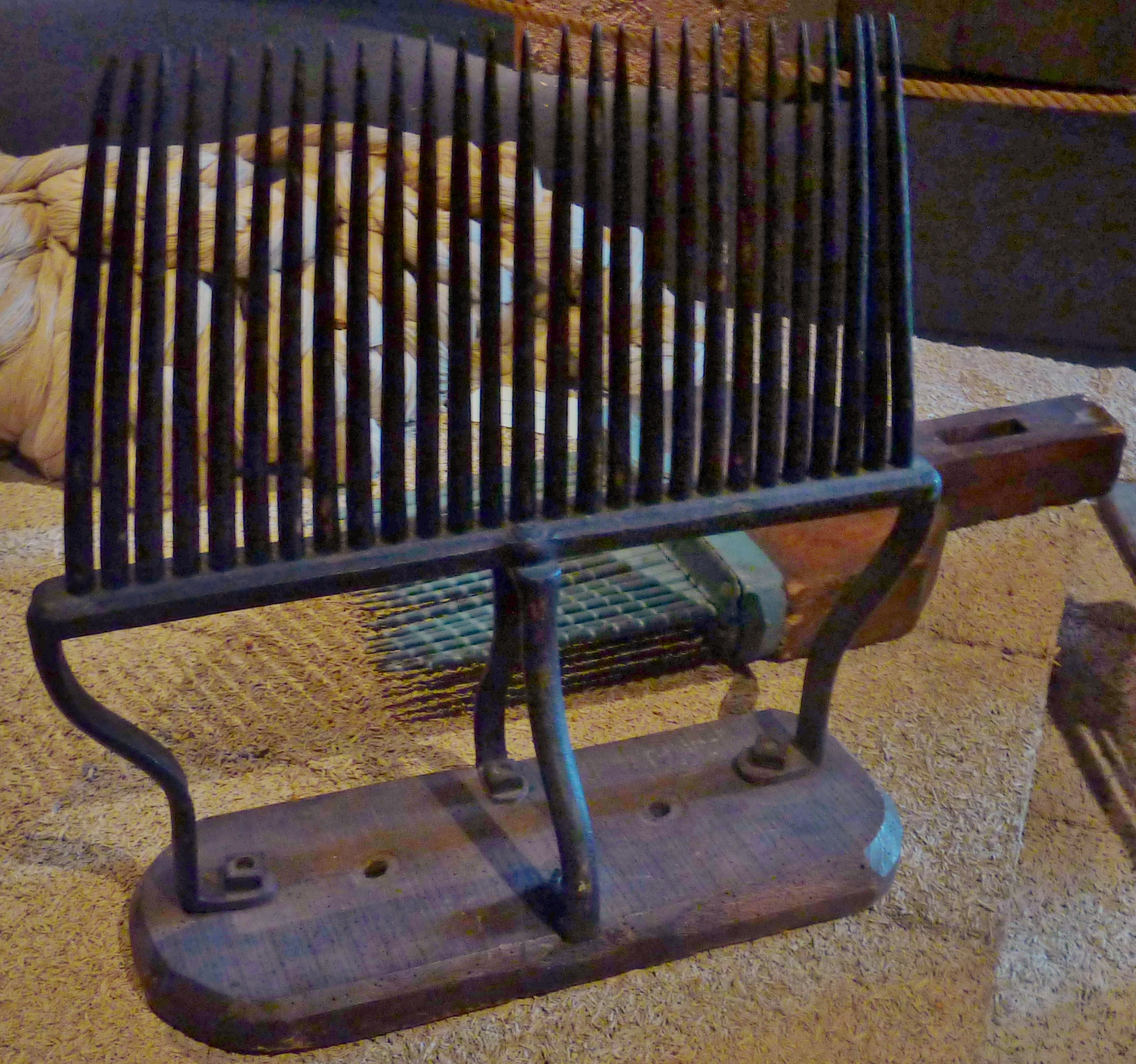
Peigne à chanvre.

Il existe plusieurs techniques de peignage selon la nature des fibres à peigner. Les fibres végétales grossières telles que le chanvre, le jute ou la filasse de lin ne sont pas peignées de la même manière que le cachemire.
La filasse de chanvre est peignée à l'aide d'un séran, sorte de brosse métallique. Dans la région Centre-Val de Loire, le peigneur de chanvre était appelé ferrandier. En cas de filasses très longues telles que le lin brut le jute ou le chanvre, il n'y a pas d'opération de cardage car lors de la récolte le parallélisme des fibres est maintenu. Le peignage a alors un double effet : paralléliser les fibres et les débarrasser des éléments non souhaités, essentiellement déchets végétaux non filables. Ces opérations de pseudo-peignage peuvent être effectuées manuellement, avec un matériel très simple. Dans le cas du lin long brin ce peignage est réalisé sur d'énormes machines (voir plus bas).

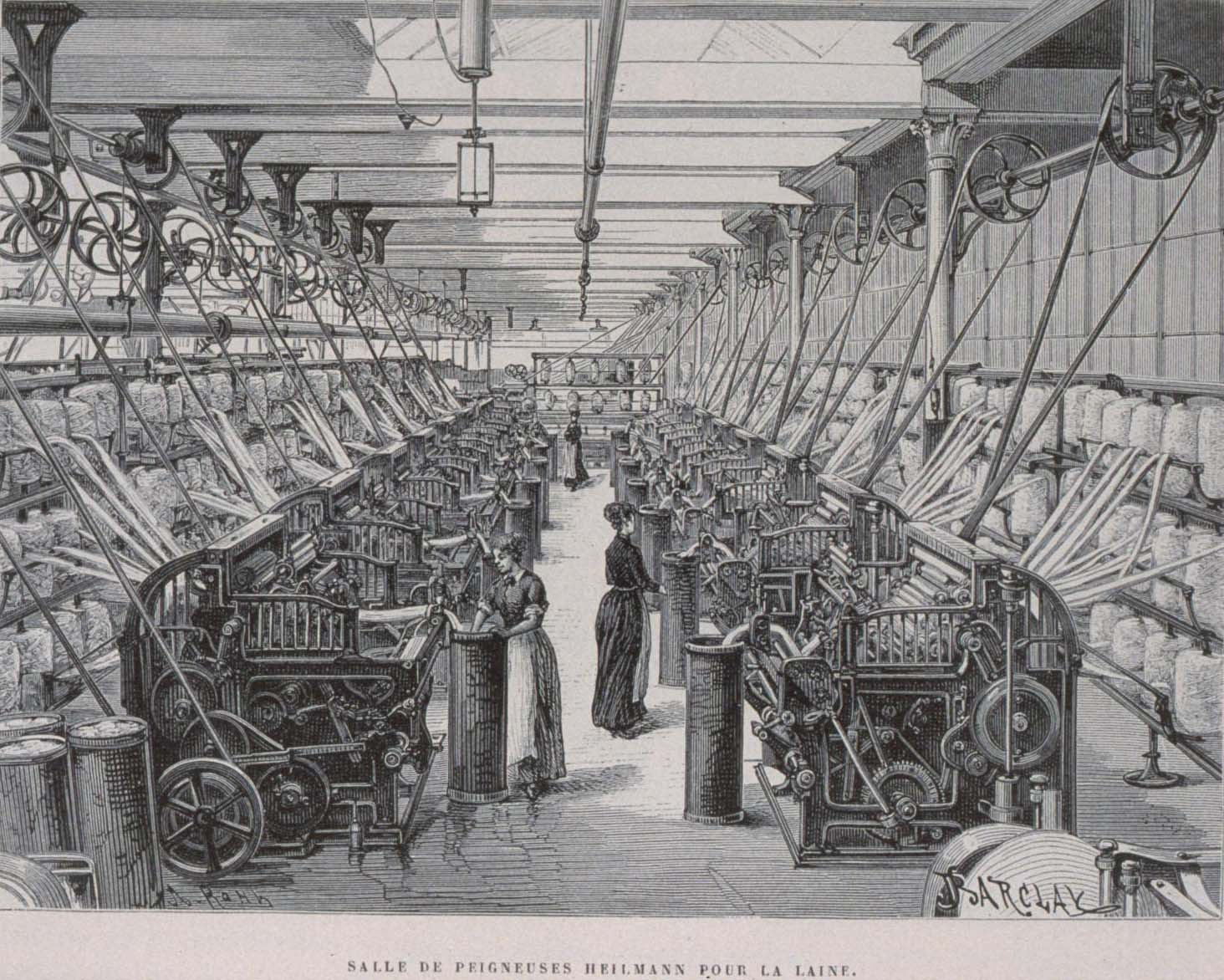
Salle de peigneuses rectilignes Heilmann pour la laine (1889).

Il en est tout autrement pour le peignage de la laine, du coton et d'autres fibres fines et plutôt courtes. Pour ces fibres, l'opération est toujours réalisée sur des machines assez complexes et plutôt peu productives. Au 19e siècle sont apparues presque en même temps deux techniques de peignage très différentes l'une de l'autre. La première consistait en peigneuses circulaires qui travaillaient à la continue. L'autre était un peignage dit rectiligne, qui travaillait par touffes successives. Un des créateurs des peigneuses circulaires était l'Anglais Isaac Holden (1807-1897), l'autre était un Français, en la personne d'Émile Hubner (1821-1888). La technique du peignage rectiligne fut créée en 1843 par Josué Heilmann, ingénieur chez Nicolas Schlumberger et Cie à Guebwiller (Alsace).
Les machines de Holden et Hubner utilisaient des peignes fixes, de forme circulaire. La matière à peigner se déplaçait autour de ces peignes et leur était présentée. Dans la machine rectiligne de Heilmann ce sont les peignes qui se déplacent pour atteindre la matière. Cette technique a des possibilités de réglages nettement plus vastes. C'est pourquoi elle s'est universalisée, tant pour la laine que pour le coton et la plupart des autres fibres. L'opération de peignage sur peigneuse rectiligne se fait par touffes. Une pince saisit une touffe de fibres dont les têtes ont été alignées. La pince présente la touffe à une série de peignes de plus en plus fins qui entrent dans la touffe et emportent avec eux les impuretés des « queues de fibres ». Lorsque ce peignage de queues est terminé celles-ci sont présentées à un ensemble cylindre/manchon qui les tire au travers d'un autre peigne qui s'est entre-temps présenté juste devant la zone où la pince tenait les têtes de fibres. Cela permet de peigner la petite longueur des têtes de fibres jusque là prisonnières de la pince. L'ensemble cylindre/manchon, avec ses mouvements alternatifs à pas de pèlerin permet de reconstituer un ruban continu à partir des touffes successives qui lui sont présentées. Sur les peigneuses de laine les plus modernes, toujours d'origine Schlumberger, chaque touffe représente un poids d'environ 2,5 grammes de fibres, traités par une machine d'environ 4 tonnes. Les peigneuses pour laine et assimilés sont monotête alors qu'en cas de peignage de coton et assimilés, en raison des moindres contraintes mécanique liées à l'amplitude des mouvements et à la moindre productivité, les peigneuses sont multitêtes.
Le peignage mécanique du lin long brin, dont le but est d'éliminer les fibres inférieures à une quinzaine de centimètres en vue de la préparation à la filature du lin en fils fins « au mouillé » (avec trempage en eau chaude pour en individualiser les fibres unitaires) est réalisé sur d'énormes machines de marque Hackling (production arrêtée). Ces machines fonctionnent également selon le principe du peignage par touffes. La préparation et présentation des touffes, appelées dans ce cas « poignées », à la machine sont manuelles. La quantité importante de déchets de fibres sortant de ces énormes peigneuses est destinée à la filature du lin « au sec ». Ces fibres non nobles sont alors travaillées par des cardes et machines d'étirage dérivées de celles destinées au travail de la laine mais adaptées au taux de poussières énormes générés par cette matière. Pour la production des fils les plus fins de la voie « lin sec » l'utilisation de peigneuses rectilignes à base lainière mais adaptées à certaines spécificités des fibres de lin (poussière et longueur des fibres les plus longues) est intégrée dans le processus de préparation à la filature.

Ouvrier hautement qualifié (1937).

Le peignage est une industrie spécialisée qui consiste à transformer de la laine brute en rubans de laine aussi pure et propre que possible. Ces rubans sont vendus à des filateurs. Les objectifs des peigneurs et des filateurs sont assez opposés : les peigneurs font leur maximum pour produire autant de kilos que possible de chaque tonne de toisons brutes qu'ils ont achetées. Une manière d'atteindre cet objectif est de mettre plutôt bas la barrière de séparation entre bonnes fibres et fibres trop courtes et donc éliminées, qui ne se vendent pas du tout au même prix ! Les filateurs ont pour objectif de diminuer leurs coûts de transformation d'une matière première qui est en gros la même pour tout le monde. Cette diminution de coûts de transformation passe par une augmentation du rendement pratique de leurs machines. Pour cela, il leur faut des fibres hyper propres avec la barrière des fibres courtes placée le plus haut possible. Ces deux éléments aident grandement au fonctionnement de machines sans incidents et donc sans besoin de main-d'œuvre pour y remédier. C'est ainsi qu'il est devenu normal pour des filateurs d'installer leur propre installation de peignage, qu'ils appellent « repeignage ». Ces repeignages constituent une assurance de qualité pour la matière alimentant la filature. L'investissement en matériel et main-d'œuvre pour cette installation de repeignage est largement compensé par la meilleure productivité des machines, la diminution du besoin de main-d'œuvre en filature et bobinage et la plus value sur la vente de fils plus proches de la perfection pour les tisseurs ou tricoteurs qui ont souvent également des objectifs de rendements records.

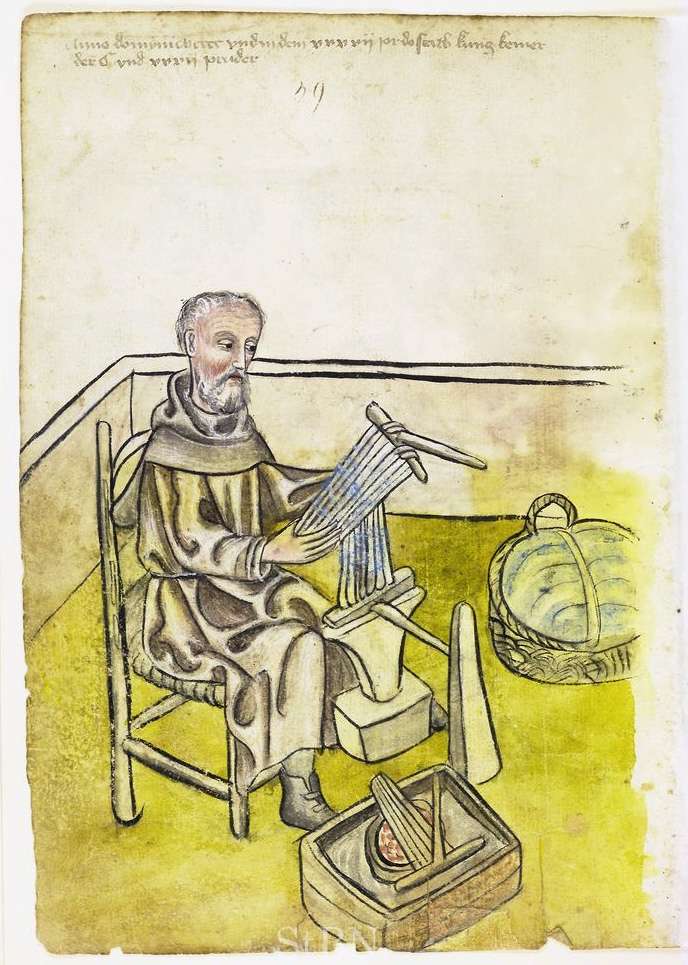
Peigneur allemand (1442).
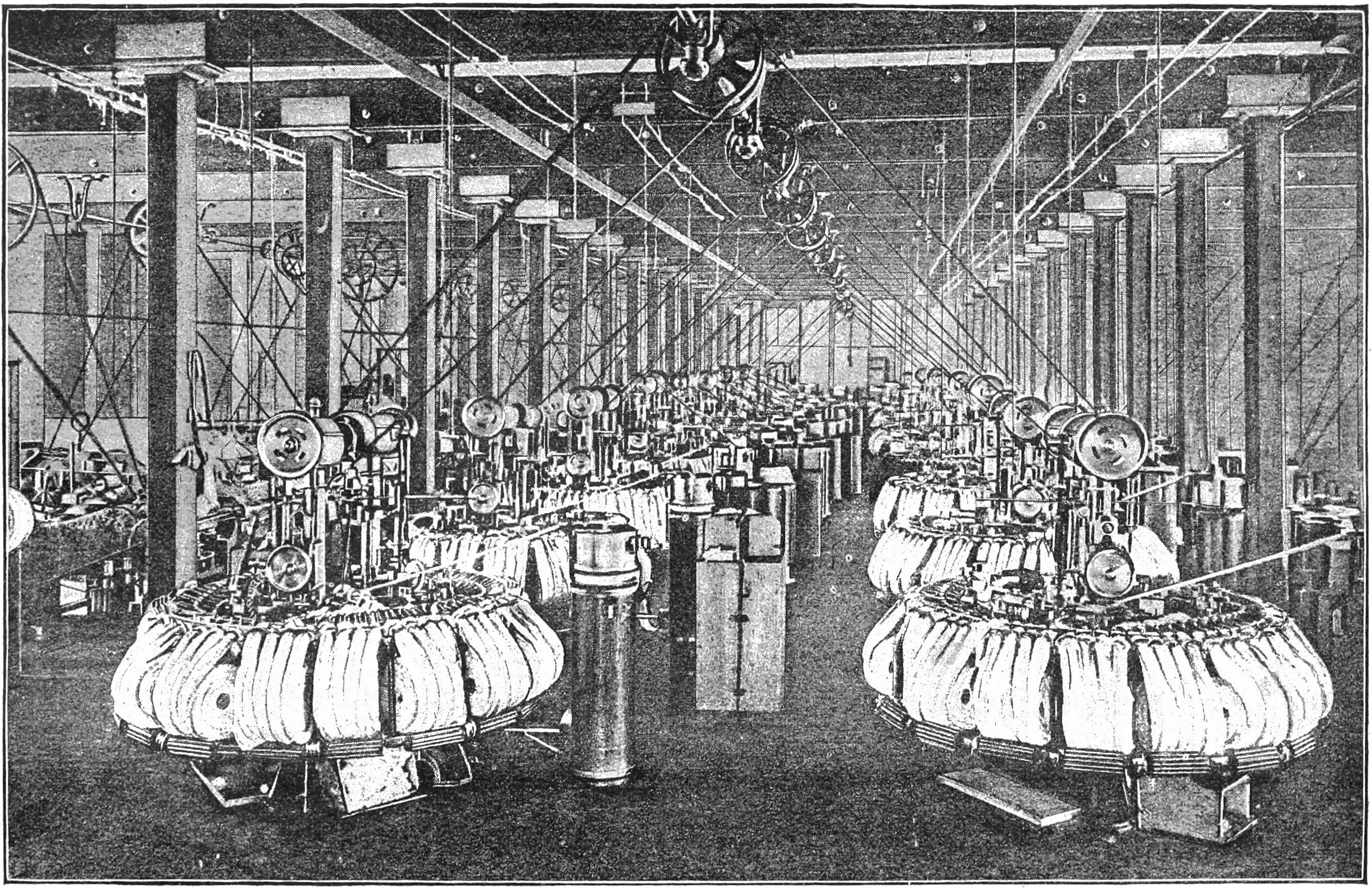
Salle de peigneuses circulaires (1891).
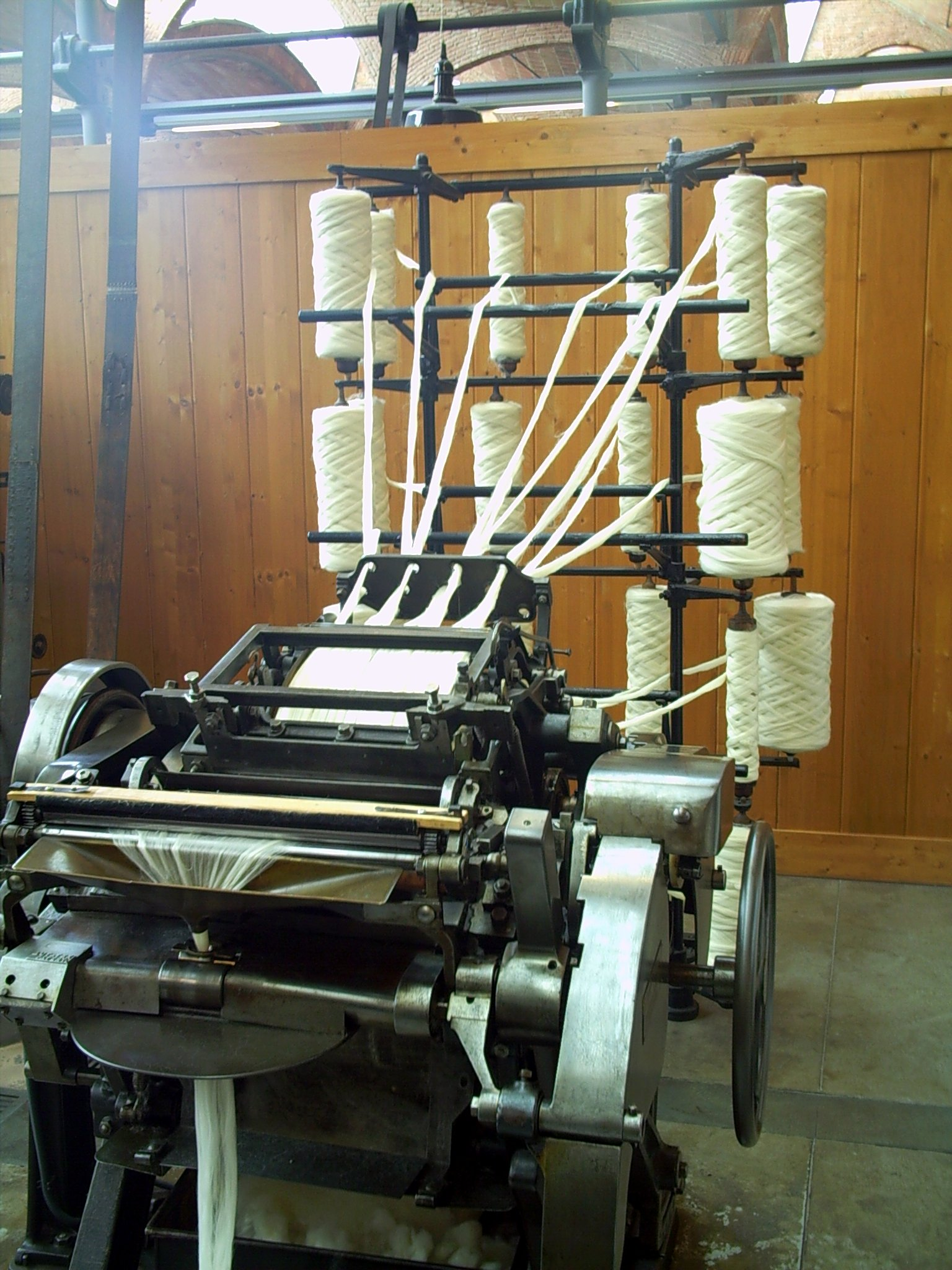
Peigneuse rectiligne (2008).
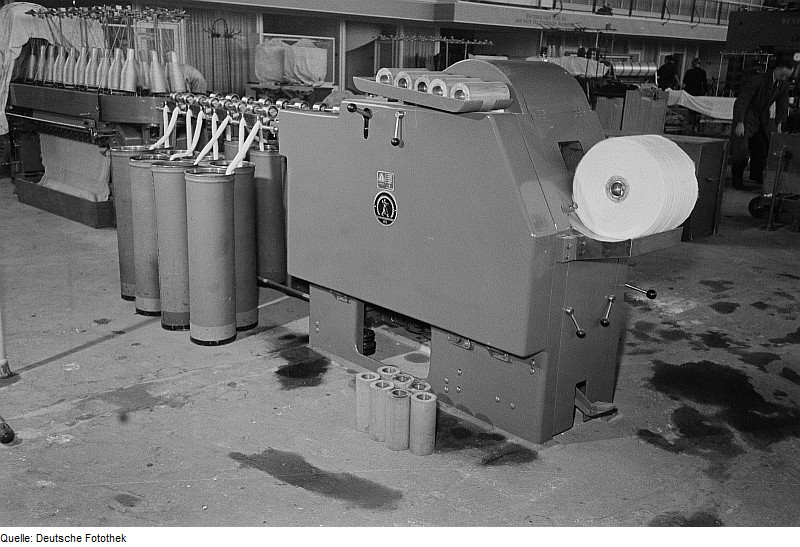
Machine textile de filature et de bobinage avec dévidoirs (1954).

On retrouve aussi cette activité dans le travail de la laine